# Sambandsflokkurin
El Partit Unionista o Sambandsflokkurin és un partit polític liberal de les illes Fèroe, fundat el 1906. El partit liberal de les Illes Fèroe no fou capaç d'evitar que el seu nom fos usurpat pel partit conservatiu liberal. El 2004 Kaj Leo Johannesen succeí Lisbeth L. Petersen com a cap del partit.

## Resultats electorals
En les eleccions legislatives daneses de 2007 va obtenir un escó.
En les eleccions celebrades l'1 de setembre del 2015, el partit va obtenir el 18,7% dels vots populars (un 5,9 % menys que a les anteriors eleccions del 2011) i va obtenir 6 dels 32 escons, dos menys dels que tenia. Estes eleccions van suposar la fi del govern de coalició dirigit per Kaj Leo Johannesen, primer ministre de les Fèroe des del 2008, qui va ser substituït al capdavant del govern de les illes pel socialdemòcrata Aksel V. Johannesen.
En les eleccions de 2019, el partit va obtenir el 20,3% dels vots i 7 escons. Els mateixos que en les darreres eleccions de 2022, que va aconseguir el 20% dels vots.